# 1990 KE
1990 KE är en asteroid i huvudbältet som upptäcktes den 20 maj 1990 av den australiensiske astronomen Robert H. McNaught vid Siding Spring-observatoriet.
Den tillhör asteroidgruppen Maria.